# 环乙烯砜
环乙烯砜（或称为3-环乙烯砜）是一种含硫有机化合物，化学式C
4H
6O
2S，常温常压下为白色无味固体。